# Петровка (Иркутская область)
Петровка — деревня в Черемховском районе Иркутской области России. Входит в состав Зерновского муниципального образования. 

## География
Находится примерно в 14 км к юго-востоку от районного центра.

## История
В 1926 году заимка Петровка состояла из 38 хозяйств, основное население — русские. В составе Бархатовского сельсовета Черемховского района Иркутского округа Сибирского края.

## Население
| 2002 | 2010 | 2011 | 2012 |
| ---- | ---- | ---- | ---- |
| 329  | ↗357 | ↘356 | ↗358 |